# Michael J. Fox

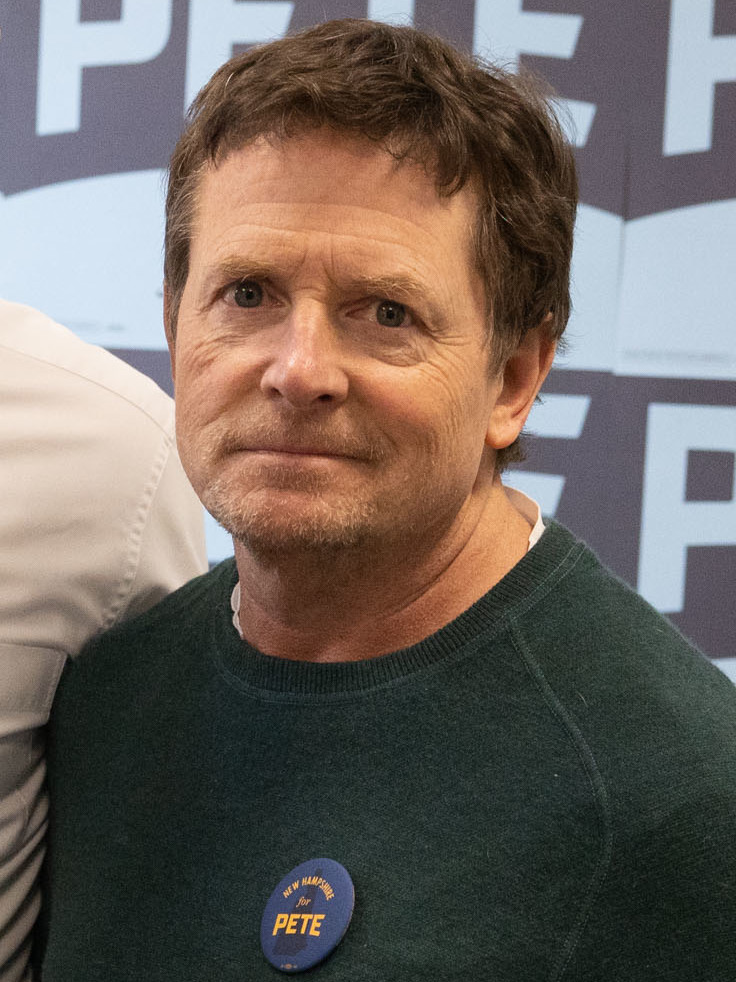
Michael J. Fox (2020)

Michael J. Fox, OC (* 9. Juni 1961 in Edmonton, Alberta; bürgerlich Michael Andrew Fox) ist ein kanadisch-US-amerikanischer Schauspieler und Filmproduzent. Zum Hollywood-Star wurde er in den 1980er-Jahren mit der Hauptrolle in der Fernsehserie Familienbande sowie als Marty McFly in der Zurück-in-die-Zukunft-Filmtrilogie.
Nach seiner Erkrankung an der Parkinson-Krankheit um 1998 gründete er die Michael J. Fox Foundation for Parkinson’s Research (MJFF) und engagiert sich in der Wissenschaftspolitik.

## Leben

### Schauspieler und Produzent

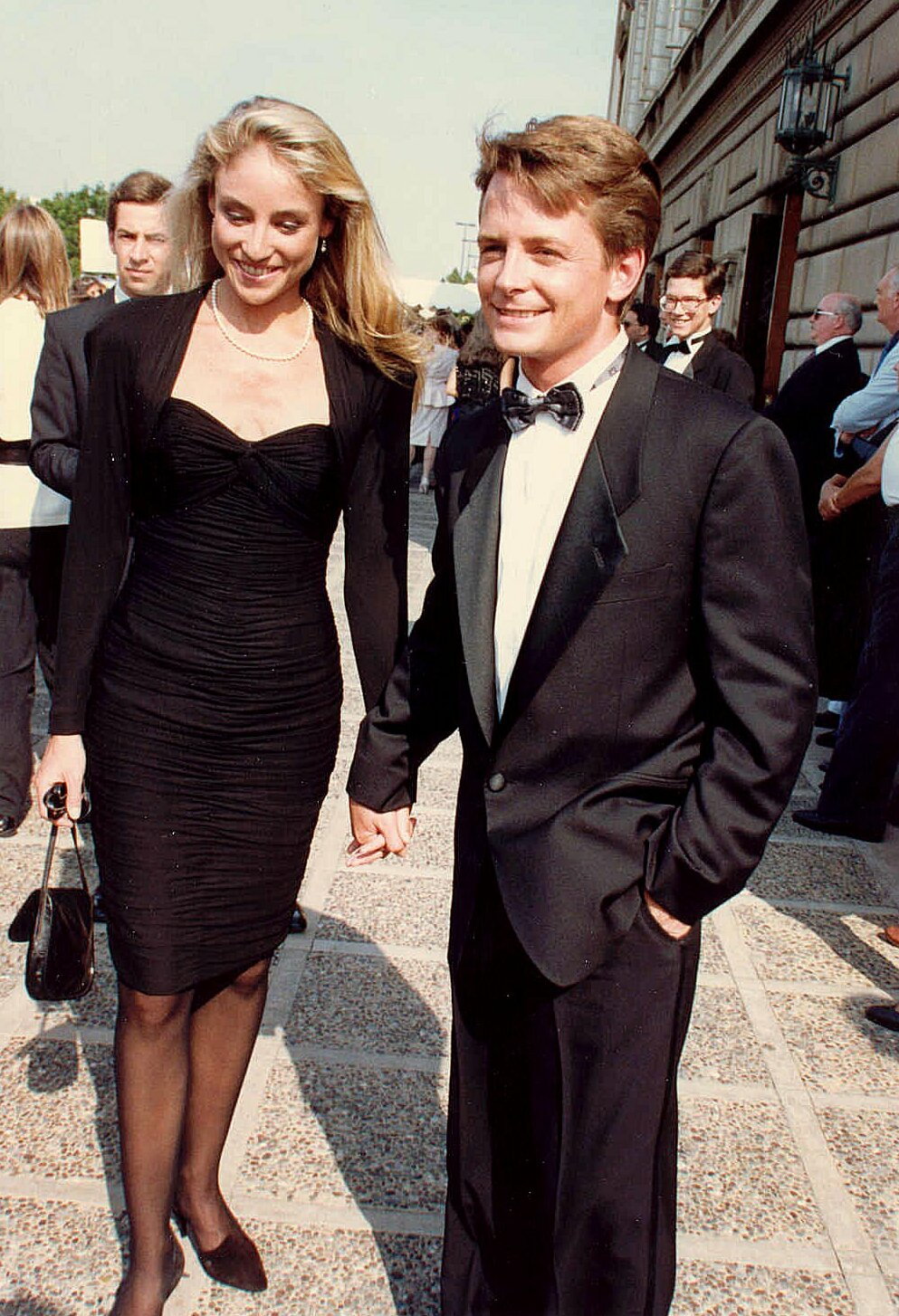
Michael J. Fox mit seiner Frau Tracy Pollan (1988)

Fox wurde in Edmonton geboren. 1971 zogen seine Mutter Phyllis (geb. Piper, 1929–2022) und sein Vater (William Nelson Fox, 1939–1990) mit ihm und seinen vier Geschwistern nach Burnaby, British Columbia (bei Vancouver). 1976, im Alter von 15 Jahren, übernahm er für das kanadische Fernsehen seine ersten Rollen, vor allem in der Serie Leo and Me. Um sich ganz dem Schauspielberuf zu widmen, brach er im selben Jahr die Highschool ab. 1979 erwarb er eine Green Card und zog in die USA, nach Beverly Hills.
Da die Screen Actors Guild keine zwei Mitglieder mit den gleichen Namen erlaubte, aber bereits ein Michael Fox eingetragen war, entschied er sich – statt Andrew Fox oder Michael A. Fox nach seinem zweiten Vornamen – für Michael J. Fox als Künstlernamen, als Hommage an den Charakterdarsteller Michael J. Pollard.
Nach einigen kleineren Rollen, als Gastdarsteller in Serien wie Lou Grant, in Werbespots und im Spielfilm Die Klasse von 1984 gelang ihm der Durchbruch mit der zwischen 1982 und 1989 produzierten Comedyserie Familienbande (Family Ties). Dort spielte er in 180 Folgen Alex Keaton, den konservativen Sohn eines linken Vaters. Die Rolle wurde – zunächst ungeplant – rasch zum Mittelpunkt der Serie.
Michael J. Fox übernahm 1985 in dem Kinofilm Zurück in die Zukunft (Back to the Future) die Rolle des Kleinstadtjungen Marty McFly, der eine Zeitreise in die Jugend seiner Eltern unternimmt. Aufgrund seiner gleichzeitigen Verpflichtungen bei Family Ties konnte Fox seine Szenen dabei nur nachts und am Sonntag drehen. Der Film wurde ein internationaler Kassenschlager und bekam zwei Fortsetzungen. Kino-Hits wurden auch seine Filme Teen Wolf sowie Das Geheimnis meines Erfolges (1987). Versuche, sich in Dramen wie Light of Day (1987), Die Verdammten des Krieges (1988) und Die grellen Lichter der Großstadt (1988) als ernsthafter Charakterdarsteller zu etablieren, scheiterten hingegen mangels kommerziellen Erfolges. In den frühen 1990er-Jahren war er weiterhin vor allem in Komödien wie Doc Hollywood und Ein Concierge zum Verlieben zu sehen. Seine letzten größeren Kinorollen hatte er 1996 in Tim Burtons starbesetzter Science-Fiction-Komödie Mars Attacks! und in Peter Jacksons Horrorfilm The Frighteners.
Im Jahr 1996 feierte er mit der Sitcom Chaos City (englisch Spin City) ein erfolgreiches Fernseh-Comeback, in dem er die Rolle des zweiten Bürgermeisters von New York spielte. 2000 musste sich Fox aufgrund seiner Parkinson-Krankheit weitgehend aus dem Schauspielgeschäft zurückziehen, was auch seine Hauptrolle in Chaos City betraf.
In den Folgejahren war Fox nur noch in Gastauftritten oder Nebenrollen zu sehen und lieh mehreren Trickfilmfiguren seine Synchronstimme. In der Serie Boston Legal übernahm er für mehrere Folgen die Rolle eines unheilbar kranken Geschäftsmanns. Außerdem war er auch in zwei Folgen von Scrubs – Die Anfänger als ein unter Zwangsneurosen leidender Arzt zu sehen. In der Serie The Good Wife hatte er zahlreiche Gastauftritte als manipulativer Anwalt Louis Canning, der ebenfalls an einer neurologischen Krankheit leidet. Im September 2011 spielte er sich selbst in der letzten Folge der achten Staffel der US-Fernsehserie Lass es, Larry!. Zwischen September 2013 und Januar 2014 spielte er in der NBC-Comedyserie The Michael J. Fox Show erstmals seit längerer Zeit wieder eine Hauptrolle – einen an Parkinson erkrankten Journalisten. 2018 war er in fünf Folgen von Designated Survivor zu sehen.
Einen viel beachteten Auftritt gab es am 21. Oktober 2015 in der Talkshow von Jimmy Kimmel: Fox und Christopher Lloyd kamen in ihren Filmkostümen aus Zurück in die Zukunft auf die Bühne, wo sie mit stürmischem Applaus begrüßt wurden. Es folgte ein 10-minütiger Sketch, in dem sie sich mit Kimmel über die reale Welt des Jahres 2015 und Errungenschaften wie Smartphones unterhielten. Weitere Medienauftritte absolvierte Fox bei Buchveröffentlichungen und für die Thematisierung der Parkinson-Krankheit, so trat er 2009 in dem einstündigen Special Adventures of an Incurable Optimist zur Veröffentlichung seines gleichnamigen Buches beim US-Sender ABC auf.
Ende 2020 erklärte Michael J. Fox seine Schauspielkarriere für beendet, was er mit den körperlichen Anstrengungen von Dreharbeiten sowie durch Parkinson verursachten Gedächtnisproblemen beim Lernen von Texten begründete.

### Familie und Privates
Fox lebt in New York und auf einer Farm in Connecticut. Er ist seit 1988 mit Tracy Pollan verheiratet, die seine Kollegin in der Fernsehserie Familienbande war. Mit ihr hat er einen Sohn und drei Töchter.

#### Parkinson-Krankheit
Michael J. Fox leidet seit 1991 an der Parkinson-Krankheit. Erste Tremor-Symptome traten während der Dreharbeiten zum Film Auf die harte Tour (The Hard Way) durch Zittern des kleinen Fingers der linken Hand auf. Er überdeckte die Krankheit jahrelang durch gezieltes Schauspielern. Am 7. Dezember 1998 räumte er gegenüber der US-Zeitschrift People ein, an Parkinson erkrankt zu sein.
Fox’ Anfälle sind zeitweise so stark, dass sie eine halbseitige Lähmung nach sich ziehen. Seine Parkinson-Autobiografie Comeback (englisch Lucky Man) zählte über dreizehn Wochen zu den Top Ten der US-Bestsellerliste.

### Stiftungsgründung und Wissenschaftspolitik
Fox gründete im Mai 2000 die Michael J. Fox Foundation for Parkinson’s Research (MJFF) (dt. Michael-J.-Fox-Stiftung für Parkinson-Forschung), die Mittel für die Parkinson-Forschung sammelt und verteilt. Die Stiftung hat nach eigenen Angaben bis 2009 149 Millionen US-Dollar für die Entwicklung neuer Parkinson-Therapien aufgebracht. Bis Ende 2018 sind es schon 800 Millionen US-Dollar gewesen.

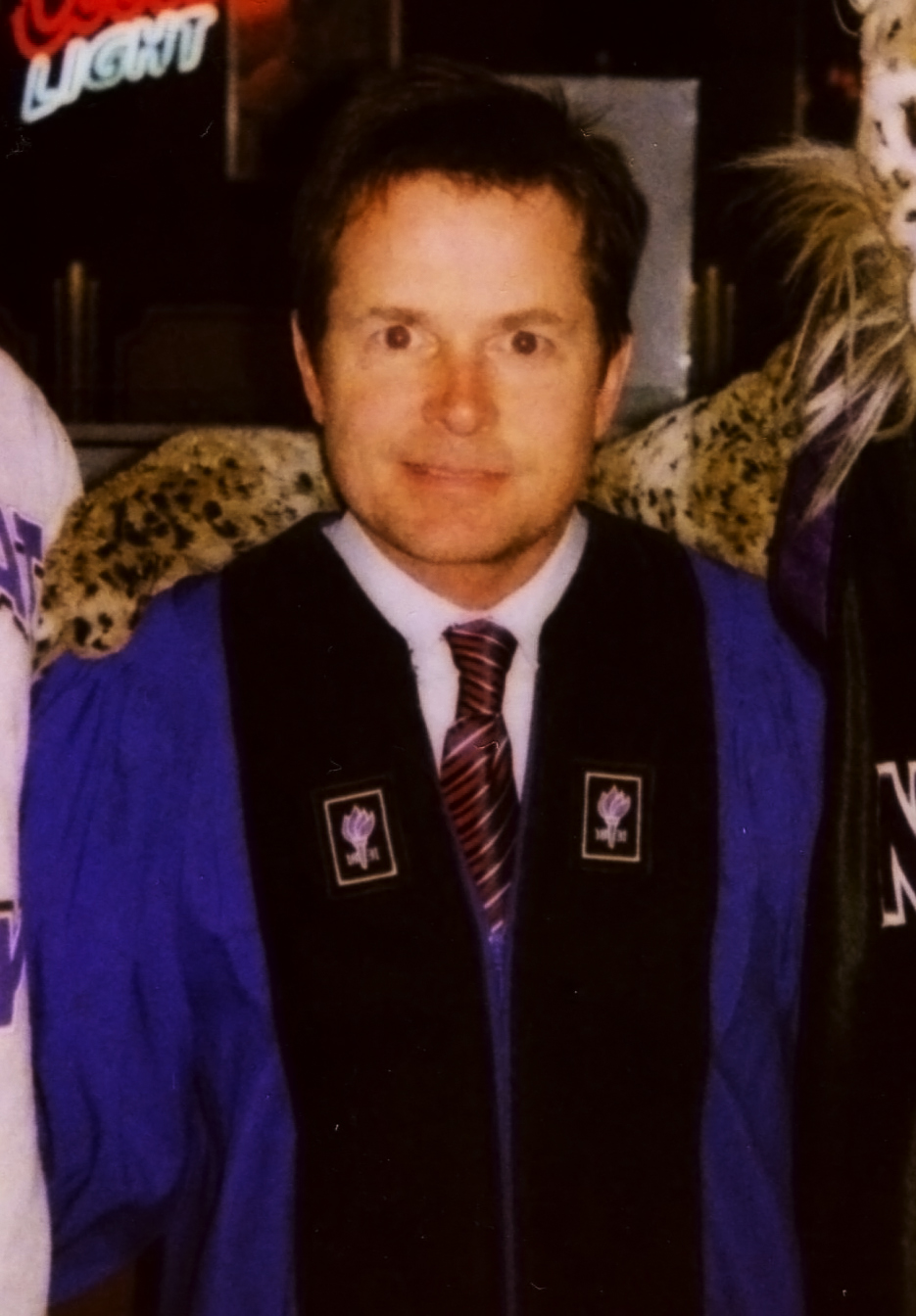
Michael J. Fox im Jahr 2008

Fox äußert sich regelmäßig zur Wissenschaftspolitik. Er führt Kampagnen für die Förderung der umstrittenen Stammzellenforschung und überzeugte den ebenfalls an Parkinson erkrankten Muhammad Ali, sich trotz krankheitsbedingter Sprachstörungen mit ihm in den Medien zu präsentieren. 2002 und 2005 trat Fox bei zwei Anhörungen im US-Kongress auf. Es gelang ihm, zwei Senatoren, Tom Harkin (Demokraten) und Arlen Specter (Demokraten), auf seine Seite zu ziehen.
Im Oktober 2006 unterstützte er in Fernsehwerbespots die Kandidatur von drei für die Stammzellenforschung eintretenden Politikern zum Senat der Vereinigten Staaten. Es handelte sich um die Demokraten Benjamin L. Cardin (Maryland), Jim Doyle (Wisconsin) und Claire McCaskill (Missouri). Ein Werbespot für McCaskill zeigt seinen schlechten Gesundheitszustand und löste eine Kontroverse aus; der bekannte konservative Talk-Radio-Moderator Rush Limbaugh deutete an, er habe seine Symptome möglicherweise gespielt. Fox betonte, es sei ihm nicht um Parteipolitik gegangen, sondern darum, die Parkinsonforschung voranzubringen.

## Auszeichnungen

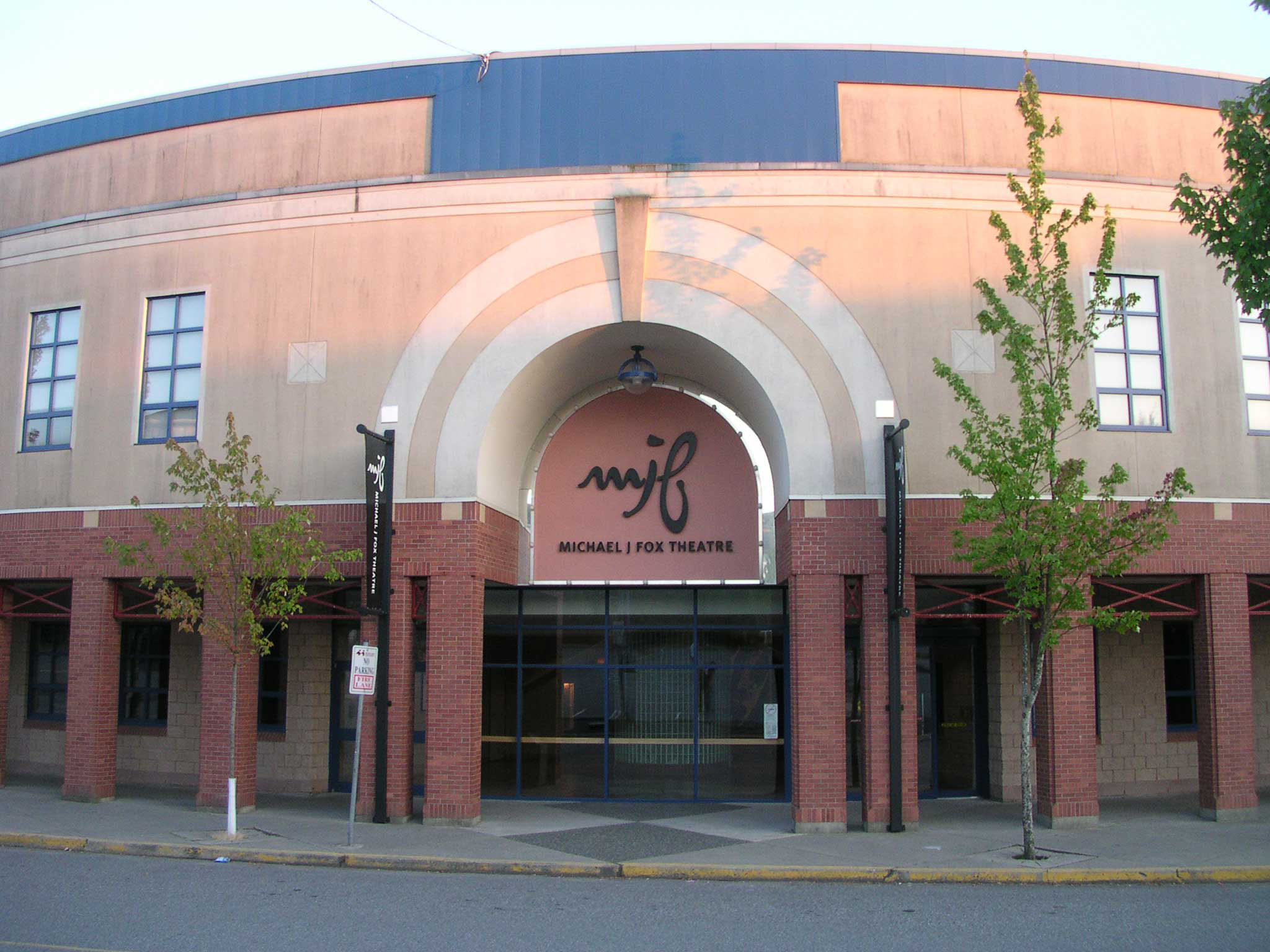
Das Michael J. Fox Theatre in Burnaby

1986 wurde er mit dem Jupiter in der Kategorie Bester Darsteller ausgezeichnet. 1998, 1999 und 2000 erhielt er für seine Rolle in Chaos City den Golden Globe. Im Jahr 2001 erhielt er für seine Unterstützung der Parkinson-Forschung den Muhammad Ali Humanitarian Award und 2005 eine Ehrung der American Association of Retired Persons (dt. Amerikanische Vereinigung der Ruheständler).
Fox erhielt zudem fünf Emmys. Dreimal für seine Rolle des Alex Keaton in der Serie Familienbande (1986, 1987 und 1988), einmal für die Rolle des Mike Flaherty in der Serie Chaos City (2000) und 2009 für seinen Gastauftritt als Dwight in der Episode Sheila der Serie Rescue Me.
Im Jahr 2008 wurde Fox mit zwei Ehrendoktorwürden ausgezeichnet. Die erste erhielt er von der New York University, die zweite von der University of British Columbia. 2010 wurde er vom schwedischen Karolinska-Institut, das auch die Nobelpreise in Medizin vergibt, wegen seines Engagements für die Parkinson-Forschung mit einer weiteren Ehrendoktorwürde ausgezeichnet.
2010 erhielt er für sein Hörbuch Always Looking up den Grammy Award. Im Februar 2011 wurde er für sein Lebenswerk mit der Goldenen Kamera ausgezeichnet. Im Juni 2022 wurde ihm für seine humanitären Verdienste der Jean Hersholt Humanitarian Award der Academy of Motion Picture Arts and Sciences (AMPAS) zuerkannt. Ihm wurde die Auszeichnung am 19. November 2022 in Los Angeles feierlich überreicht. Am 4. Januar 2025 wurde Fox von US-Präsident Joe Biden die Presidential Medal of Freedom verliehen.

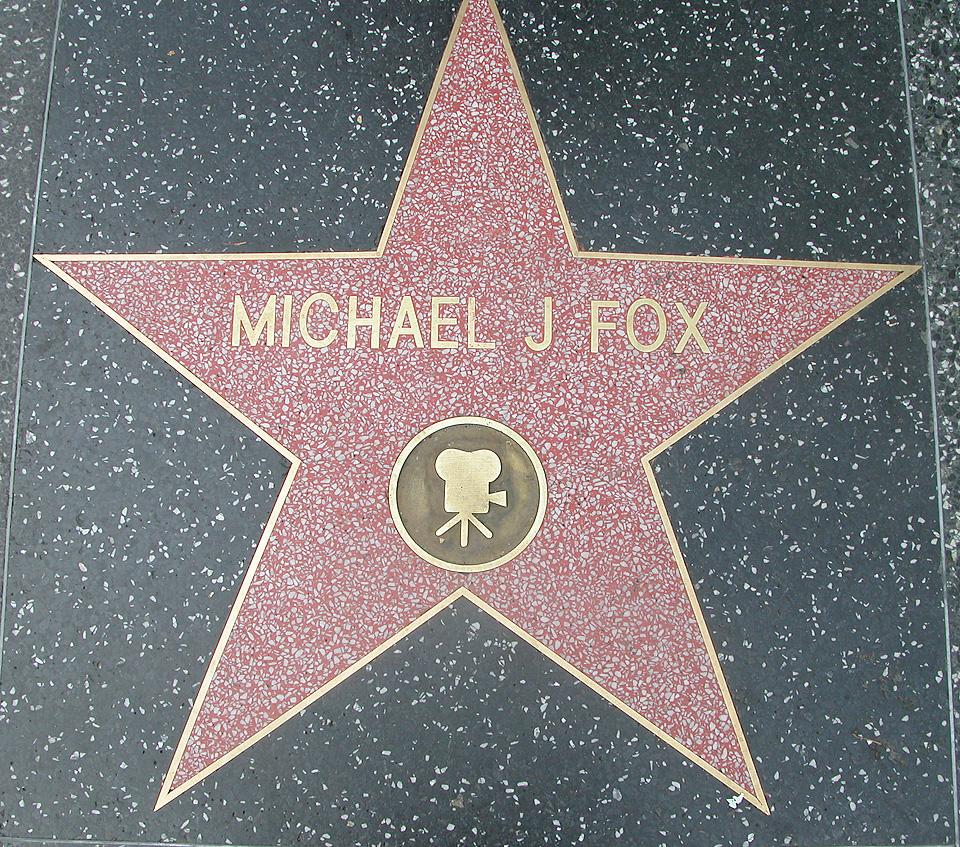
Stern von Michael J. Fox auf dem Hollywood Walk of Fame

## Deutsche Synchronsprecher
Fox wird in den meisten und bekanntesten Filmen und Serien (u. a. Zurück in die Zukunft, Doc Hollywood, Chaos City) von Sven Hasper synchronisiert. Gelegentlich leihen ihm auch Frank Schaff, Frank Lenart, Stephan Kampwirth, Jan Koester und Matthias von Stegmann ihre Stimme.

## Filmografie (Auswahl)

### Filme
- 1979: Letters from Frank (Fernsehfilm)
- 1980: Midnight Madness: Ein ausgeflippter Haufen (Midnight Madness)
- 1982: Die Klasse von 1984 (Class of 1984)
- 1983: High School U.S.A.
- 1985: Das total ausgeflippte Sommercamp (Poison Ivy, Fernsehfilm)
- 1985: Zurück in die Zukunft (Back to the Future)
- 1985: Teenwolf (Teen Wolf)
- 1987: Dear America – Briefe aus Vietnam (Dear America: Letters Home from Vietnam, Stimme von Pfc. Raymond Griffiths)
- 1987: Light of Day – Im Lichte des Tages (Light of Day)
- 1987: Das Geheimnis meines Erfolges (The Secret of My Success)
- 1988: Die grellen Lichter der Großstadt (Bright Lights, Big City)
- 1989: Die Verdammten des Krieges (Casualties of War)
- 1989: Zurück in die Zukunft II (Back to the Future Part II)
- 1990: Zurück in die Zukunft III (Back to the Future Part III)
- 1991: Auf die harte Tour (The Hard Way)
- 1991: Doc Hollywood
- 1993: Zurück nach Hause – Die unglaubliche Reise (Homeward Bound: The Incredible Journey, Stimme)
- 1993: Hilfe! Jeder ist der Größte (Life with Mikey)
- 1993: Ein Concierge zum Verlieben (For Love or Money)
- 1993: Am Ende des Traums (Where the Rivers Flow North)
- 1994: Greedy
- 1994: Don’t Drink the Water (Fernsehfilm)
- 1995: Cold Blooded
- 1995: Blue in the Face – Alles blauer Dunst (Blue in the Face)
- 1995: Hallo, Mr. President (The American President)
- 1996: Mars Attacks!
- 1996: The Frighteners
- 1996: Ein tierisches Trio (Homeward Bound II: Lost in San Francisco, Stimme)
- 1996: The Magic 7 (Fernsehfilm, Stimme)
- 1999: Stuart Little (Stimme)
- 2001: Atlantis – Das Geheimnis der verlorenen Stadt (Atlantis: The Lost Empire, Stimme)
- 2002: Interstate 60
- 2002: Stuart Little 2 (Stimme)
- 2005: Stuart Little 3 (Stimme)
- 2014: Annie
- 2019: See You Yesterday
- 2023: Still: A Michael J. Fox Movie (Dokumentarfilm)

### Serien
- 1978: Leo And Me
- 1980: Boomer, der Streuner (Here’s Boomer, Gastauftritt)
- 1980–1981: Palmerstown
- 1981: Trapper John, M.D. (Folge: Das Wunderkind)
- 1982–1989: Familienbande (Family Ties)
- 1983: Love Boat (The Love Boat, Folge 6x22)
- 1984: Harrys wundersames Strafgericht (Night Court, Folge 1x02)
- 1991: Geschichten aus der Gruft (Tales from the Crypt, Folge 3x03)
- 1996–2001: Chaos City (Spin City)
- 2004: Scrubs – Die Anfänger (Scrubs, 2 Folgen)
- 2006: Boston Legal (6 Folgen)
- 2009: Rescue Me (5 Folgen)
- 2010–2016: Good Wife (The Good Wife, 26 Folgen)
- 2011: Lass es, Larry! (Curb Your Enthusiasm, Folge 8x10)
- 2013–2014: The Michael J. Fox Show (22 Folgen)
- 2018: Designated Survivor (5 Folgen)
- 2020: The Good Fight (2 Folgen)

## Schriften
- Lucky man. A memoir. Hyperion, New York 2002, ISBN 0-7868-6764-7.
- Lucky man [sound recording]. A memoir. Simon & Schuster Audio, New York 2002.
- Comeback. Parkinson wird nicht siegen. Bastei Lübbe, Bergisch Gladbach 2004, ISBN 3-404-61551-4.
- Always Looking Up. The Adventures of an Incurable Optimist. Hyperion, New York 2009, ISBN 978-1-4013-0338-9.
- A Funny Thing Happened on the Way to the Future. Twists and Turns and Lessons Learned. Hyperion, New York 2010, ISBN 978-1-4013-2386-8.